# Наварро, Сильвия
Сильвия Наварро (полное имя Сильвия Анхелика Наварро Барва, исп. Silvia Angélica Navarro Barva ; род. 14 сентября 1978) — мексиканская актриса театра и кино.

## Биография
Сильвия Наварро родилась 14 сентября 1978 года в городе Ирапуато, штат Гунахуато, территория Мексики.
Родители Сильвии развелись когда ей было шесть лет, и она была вынуждена жить с отцом.

Ещё будучи ребёнком Сильвия начала сниматься в различных рекламных роликах. Актёрскому мастерству обучалась в «Centro de Formacion Actoral» (рус. «Центр актёрского мастерства»). Всемирную известность актрисе принесли съёмки в теленовеллах. Сотрудничает с крупнейшими мексиканскими киностудиями «TV Azteca» и «Televisa».

## Личная жизнь
С 2012 года Сильвия состоит в фактическом браке с Херардо Касановой. 17 февраля 2015 года стало известно, что пара ожидает появления своего первенца, а 29 мая стало известно, что у них будет сын. Первенец Херадо и Сильвии появился на свет 6 сентября 2015 года.

## Фильмография
- 1998 — «Перла / Perla» — Перла Хульета Сантьяго
- 1999 — «Каталина и Себастьян / Catalina y Sebastián» — Каталина Негрете Риваденейра
- 2000 — «Улица невест / La calle de las novias» — Аура Санчес
- 2001 — «Женщина с ароматом кофе / Cuando seas mía» — Палома, Тереса Суарес, Элена Оливарес, Марго
- 2002 — «Сомнение / La Duda» — Виктория Альтамирано
- 2004 «Наследница / La heredera» — Мария Клаудия Мадеро Гримальди
- 2006—2007 — «Монтекристо» — Лаура
- 2008 — «Завтра — это навсегда / Mañana es para siempre» — Фернанда Элисальде Ривера де Хуарес
- 2008 — «Любовь по буквам / Amor letra por letra» — Ханна
- 2009 — «Глава Будды / Cabesa de Budda» — Магдалена
- 2010 — «Когда я влюблён» — Рената Монтеррубио Алварес
- 2010 — «Представь себе Лаура / Te presento a Laura» — Андреа
- 2011 — «Красные губы / Labios rojos» — Бланка
- 2012 — «Свирепая любовь / Amor bravio» — Камила Монтерде
- 2014 — «Мое сердце твоё / Mi corazón es tuyo» — Ана Леаль
- 2016 — «Кандидатка / La candidata» — «Рехина»